# گریدی مک‌دانل
گریدی مک‌دانل (انگلیسی: Grady McDonnell؛ زادهٔ ۱۷ فوریهٔ ۲۰۰۸) بازیکن فوتبال اهل کانادا است که در حال حاضر برای باشگاه فوتبال ونکوور بازی می‌کند. 
وی همچنین در تیم‌های ملی فوتبال جمهوری ایرلند و کانادا در رده‌های پایه بازی کرده است.